# Keigo Tsunemoto
Keigo Tsunemoto (常本 佳吾?, Tsunemoto Keigo; Minami-ku, 21 ottobre 1998) è un calciatore giapponese, difensore del Basilea.

## Caratteristiche tecniche
È un terzino destro.

## Carriera

### Club

#### Inizi e Kashima Antlers
Cresciuto calcisticamente nelle giovanili degli Yokohama F·Marinos, nel 2016 non riesce ad essere promosso in prima squadra a causa di infortuni e perciò decide di continuare a studiare presso l’Università Meiji di Tokyo. A settembre 2020 si unisce ai Kashima Antlers, mentre il 3 novembre dello stesso anno fa il suo esordio in J1 League nella partita vinta 3-2 sul campo degli Yokohama F·Marinos, subentrando al 79º minuto a Kei Koizumi. Il 27 giugno 2021 realizza il suo primo gol in carriera al 63º minuto di gioco nella gara casalinga contro il Consadole Sapporo. Chiude la sua esperienza ai Kashima Antlers con 93 gare disputate, 2 reti e 6 assist.

#### Servette FC
Il 15 luglio 2023 si trasferisce al Servette, formazione allenata dal suo ex allenatore René Weiler, che milita in massima serie svizzera.

### Nazionale
Nel 2015 ha giocato 4 partite con la nazionale giapponese Under-17.

## Statistiche

### Presenze e reti nei club
Statistiche aggiornate al 2 giugno 2024.
| Stagione               | Club                   | Campionato             | Campionato | Campionato | Coppe nazionali | Coppe nazionali | Coppe nazionali | Coppe continentali | Coppe continentali | Coppe continentali | Supercoppe | Supercoppe | Supercoppe | Totale | Totale |
| Stagione               | Club                   | Comp                   | Pres       | Reti       | Comp            | Pres            | Reti            | Comp               | Pres               | Reti               | Comp       | Pres       | Reti       | Pres   | Reti   |
| ---------------------- | ---------------------- | ---------------------- | ---------- | ---------- | --------------- | --------------- | --------------- | ------------------ | ------------------ | ------------------ | ---------- | ---------- | ---------- | ------ | ------ |
| 2019                   | Università Meiji       | -                      | -          | -          | CI              | 2               | 0               | -                  | -                  | -                  | -          | -          | -          | 2      | 0      |
| set.-dic. 2020         | Kashima Antlers        | J1                     | 1          | 0          | -               | -               | -               | -                  | -                  | -                  | -          | -          | -          | 1      | 0      |
| 2021                   | Kashima Antlers        | J1                     | 26         | 2          | CdL+CI          | 7+4             | 0               | -                  | -                  | -                  | -          | -          | -          | 37     | 2      |
| 2022                   | Kashima Antlers        | J1                     | 28         | 0          | CdL+CI          | 6+1             | 0               | -                  | -                  | -                  | -          | -          | -          | 35     | 0      |
| gen.-lug. 2023         | Kashima Antlers        | J1                     | 16         | 0          | CdL+CI          | 3+1             | 0               | -                  | -                  | -                  | -          | -          | -          | 20     | 0      |
| Totale Kashima Antlers | Totale Kashima Antlers | Totale Kashima Antlers | 71         | 2          |                 | 22              | 0               |                    | -                  | -                  |            | -          | -          | 93     | 2      |
| 2023-2024              | Servette               | SL                     | 30         | 0          | CS              | 3               | 0               | UCL+UEL+UECL       | 1+4+4              | 0                  | -          | -          | -          | 42     | 0      |
| Totale carriera        | Totale carriera        | Totale carriera        | 101        | 2          |                 | 27              | 0               |                    | 9                  | 0                  |            | -          | -          | 137    | 2      |

## Palmarès

### Club

#### Competizioni nazionali
- Coppa Svizzera: 1

Servette: 2023-2024